# La France continue
La France continue est un mouvement de Résistance en France d'inspiration chrétienne qui édite en 1941 et 1942 un journal clandestin du même nom.

## Un mouvement de la Résistance
Le mouvement La France continue est constitué par Henri de Montfort, directeur des services de l’Institut de France. Les membres du réseau sont d’inspiration chrétienne.
La nuit du 7 au 8 février 1942, une partie des membres du réseau est arrêtée. Emprisonnés en Allemagne puis condamnés à mort à Cologne entre juin et novembre 1944, Raymond Burgard et Paul Petit seront décapités en juin et août 1944 tandis que Marietta Martin mourra en novembre 1944 avant son exécution. Plusieurs des membres restés en liberté se joindront au Mouvement Résistance de l’écrivain Jacques Destrées.
Le mouvement n’aura plus qu’une vie limitée jusqu’en 1944, participant cependant à quelques initiatives avec d’autres organisations.

## Un journal clandestin de la Résistance
Le réseau publie un journal imprimé, baptisé La France continue. Il fera paraître treize numéros jusqu’en février 1942, à raison d’un à trois par mois. Le premier numéro est daté du 10 juin 1941.

### La fabrication
Le journal est réalisé par l’imprimerie parisienne de Roger Lescaret, située rue Cardinale à Paris. Roger Lescaret est membre de l’Organisation civile et militaire. Après son arrestation, le mouvement doit trouver « un éditeur de secours ». 
C’est l'imprimeur Fardeau à Angers qui se charge de poursuivre l’impression jusqu'au démantèlement de la filière en février 1942. Il est lié au groupe Honneur et Patrie, constitué à Angers en août 1940 par Victor Chatenay.
Tandis que de nombreux journaux clandestins sont dactylographiés, polycopiés, ronéotypés ou imprimés avec des moyens de fortune, La France continue eut « une présentation parfaite ».

### La diffusion et le financement
La circulation du mouvement se fait avec le soutien de Francisque Gay, éditeur de journaux catholiques avant-guerre. Marietta Martin, poète, joue un rôle important dans sa diffusion, notamment à Paris. Le groupe parisien de Combat Zone nord, organise à partir de juillet 1941, autour de Robert Guédon, au 176 du quai Louis-Blériot, un bureau de messagerie et un lieu de réunions qui distribue des journaux et tracts clandestins dont La France continue, Pantagruel, Veritas, Unter Uns, Le Travailleur, Les Petites Ailes de France, Valmy.
L’Alliance israélite universelle (AIU) s'est intéressée financièrement à la publication de La France continue. Suzanne Feingold, qui épousa Henri de Montfort, fut secrétaire de l'Alliance israélite universelle.

### La rédaction
Le principal rédacteur est Paul Petit, écrivain et diplomate, ami de Paul Claudel et de Max Jacob.
Raymond Burgard, professeur au lycée Buffon à Paris, est un proche collaborateur de Paul Petit pour l’édition du journal La France continue. Il a participé à la fondation en janvier 1941 d’un autre journal clandestin de la Résistance, Valmy.
Parmi les collaborateurs figurent l’historien Émile Coornaert, professeur au Collège de France, et l’écrivain Marietta Martin.

### Le contenu
Le ton du journal est considéré comme « très littéraire et parfois rude. Il porte alors sans ménagement des coups virulents à Pétain ». Le journal est qualifié de violemment antipétainiste ; il publie en juillet 1941, un numéro spécial où il s’efforce d’abattre « le mythe Pétain ».
Dans le premier numéro, daté du 10 juin 1941, Paul Petit publie sous le titre « Vichy-État » et sous la signature « N. N. » un article où il caractérise le régime : « Il faut plaindre les honnêtes habitants de la cité thermale de l’Allier (…), voici que le nom de leur ville, jusqu’ici honorablement connu, est devenu pour la France et pour le monde entier, un opprobre et une flétrissure (…) Vichy a fait la ‘somme’, comme dirait Saint-Thomas, de toutes les hypocrisies, de toutes les lâchetés, de toutes les vilenies, de tous les crimes. Vichy, c’est (…) l’avilissement devant le gangster de Berchtesgaden (…) C’est (…) la collaboration avec l’envahisseur (…) Ce sera demain, au nom de l’unité française, la guerre civile dans toute la France au profit de l’Allemagne. (…) Vichy, c’est l’anti-France. »
La France continue est, avec L'Université libre et Témoignage chrétien un des rares journaux résistants à dénoncer la situation faite aux Juifs.

### Postérité
Après-guerre, Henri de Montfort et Suzanne Feingold font paraître, dans la continuité de La France continue, une nouvelle publication, baptisée Ici Paris, qui est éditée pour la première fois le 13 juin 1945.

## Personnalités liées
- Raymond Burgard (1892-1944), professeur de français au lycée Buffon, exécuté à Cologne (Allemagne) le 15 juin 1944
- Émile Coornaert (1886-1980), historien, professeur au Collège de France
- Suzanne Feingold (1904-1977), secrétaire de l’Alliance israélite universelle
- Francisque Gay (1885-1963), député et ministre
- Marietta Martin (1902-1944), écrivaine, morte à Francfort-sur-le-Main (Allemagne) le 11 novembre 1944
- Henri de Montfort (1889–1965), historien, journaliste et patron de presse
- Annie de Montfort (1897-1944), écrivaine, déportée, morte à Ravensbrück (Allemagne) le 10 novembre 1944
- Paul Petit (1893-1944), écrivain et diplomate, exécuté à Cologne (Allemagne) le 24 août 1944
- Jean Fardeau (1908-1952), imprimeur à Angers
- Roger Lescaret (1893-1972), imprimeur à Paris (rue Cardinal)

## Sources
- Jacques Duquesne, Les catholiques français sous l'occupation, B. Grasset, Paris, 1966
- Claude Bellanger, Histoire générale de la presse française, PUF, Paris, 1969
- Paul Petit, Résistance spirituelle 1940-1942, Gallimard, Paris, 1947

## Consultation du journal
- Numéros de La France continue accessibles dans Gallica, la bibliothèque numérique de la BnF.